# Dolenji Suhadol
Dolenji Suhadol – wieś w Słowenii, w gminie miejskiej Novo mesto. W 2018 roku liczyła 135 mieszkańców. 